# Lincoln Steffens

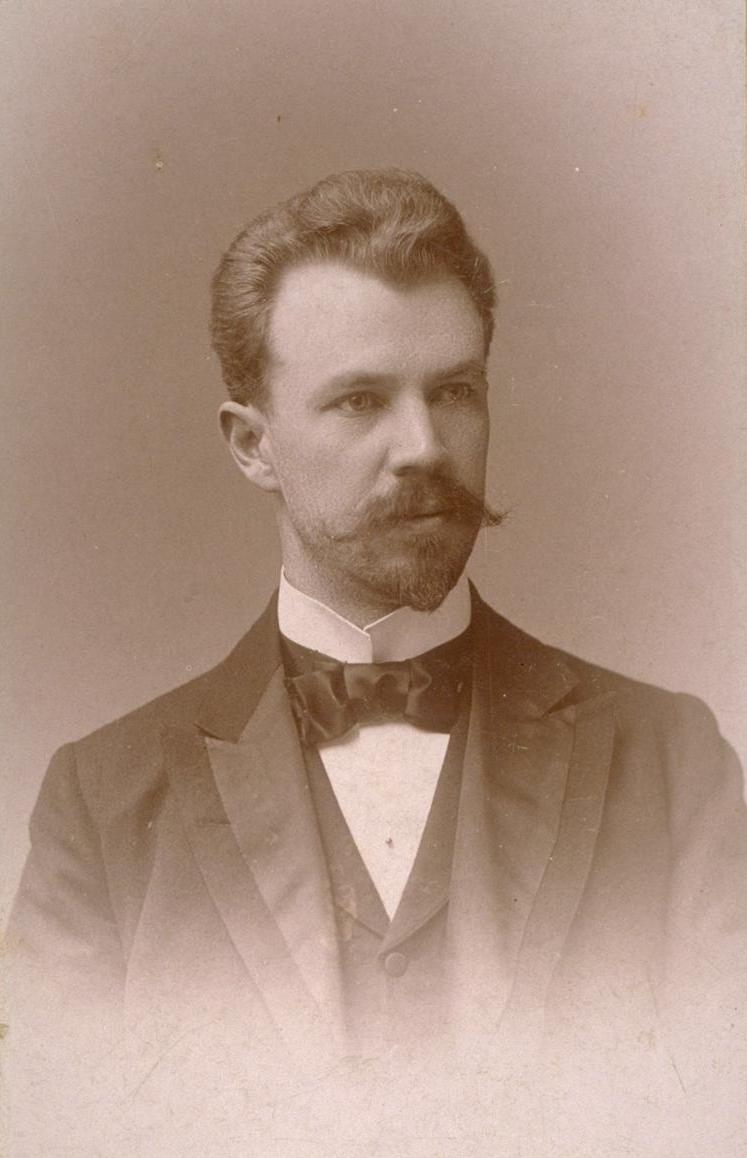
Lincoln Steffens (1894)

Joseph Lincoln „Link“ Steffens (* 6. April 1866 in San Francisco, USA; † 9. August 1936 in Carmel, Kalifornien) war ein US-amerikanischer Journalist.

## Leben
Sein Vater Joseph Steffens – mit deutsch-irischen Wurzeln – zog von Kanada nach Kalifornien und wurde später Vize-Präsident der California National Bank of Sacramento. Er heiratete 1865 Elisabeth Louisa Symes, ursprünglich aus England stammend. Lincoln Steffens wurde geboren im Mission District von San Francisco und hatte drei Schwestern.
Er studierte in Kalifornien, Frankreich und Deutschland mit Abschluss an der University of California. Ab 1892 war er für die New York Evening Post tätig. Später wurde er Herausgeber des McClure’s Magazine, von wo er einen investigativen Stil, das so genannte muckraking mitentwickelte und somit maßgeblich zur Aufdeckung der Korruption in der US-amerikanischen (und insbesondere der New Yorker) Gesellschaft beitrug.
1906 gründete er zusammen mit Ida Tarbell und Ray Stannard Baker das dann für seine aufklärerische Radikalität bekannte American Magazine. Nach 1910 nahm Steffens‘ Berichterstattung über die Korruption allmählich ab. Stattdessen richtete sich sein Augenmerk auf die Mexikanische Revolution. Er wurde ein vehementer Fürsprecher der so genannten Rebellen und fokussierte immer mehr die Revolution als einzige Möglichkeit, dem Kapitalismus zu entkommen. Von 1919 bis 1921 besuchte Steffens Sowjetrussland und schrieb begeistert: „I have seen the future and it works“. Mit dem aufkommenden Stalinismus zeigte er sich dann aber zunehmend von der Russischen Revolution enttäuscht. Er verstarb 1936 und wurde auf dem Cypress Lawn Memorial Park in Colma bestattet.

## Werke
- The Shame of the Cities; 1904
- The Struggle for Self-Government; 1906
- The autobiography of Lincoln Steffens. Harcourt, Brace and Company, New York 1931.